# Trokutasta kost
Trokutasta kost (lat. os triquetrum) je kost koja se nalazi u proksimalnom redu kosti pešća, smještena između polumjesečaste kosti i graškaste kosti. 
Trokutasta kost uzglobljena je s graškastom kosti, polumjesečastom kosti i s kukastom kosti (distalni red kosti pešća). 
Između lakatne kosti (lat. ulna) i trokutaste kosti nalazi se zglobni kolut (lat. discus articularis).